# エヴァ・ハラシ
エヴァ・サンタ・ハラシ（Eva Santa Halaši、1984年7月2日 - ）は、セルビアの女子プロボクサーである。第3代IBF女子世界ウェルター級王者。

## 来歴
2008年11月16日、ドイツにてローラ・エル・ハラビ戦でデビューするが、5回KO負け。
2009年1月18日、ダニエラ・ビッキーをTKOで退け初勝利。
4戦連続KO勝利後、2009年11月21日にジェシカ・バログンと対戦、KO負け。
2010年11月20日、デンマークにてセシリア・ブレークフスが持つWBC・WBO女子世界ウェルター級王座に挑戦するが、3回KOで敗れ王座奪取ならず。
2011年4月1日、新設されたIBF女子世界ジュニアミドル級王座をかけてジェニファー・レッツケと王座決定戦を戦うが、5回TKO負け。
2013年3月22日、空位のIBF女子世界ウェルター級王座をかけてイヴァナ・ハバジンと王座決定戦を戦い、3-0判定で初タイトル獲得。
2013年11月11日、ベルギーでデルフィーヌ・ペルスーンとノンタイトルで対戦するが、3回にTKO負け。この試合後にIBF王座を剥奪された。

## 戦績
- 18戦 11勝（9KO） 7敗

## 獲得タイトル
- 第3代IBF女子世界ウェルター級王座